# خوسيه بيريرا
خوسيه بيريرا (بالبرتغالية: José Pereira‏) (15 سبتمبر 1931 توريس فيدراس البرتغال - ) هو لاعب كرة قدم برتغالي يلعب كحارس مرمى، شارك في كأس العالم لكرة القدم 1966.

## روابط خارجية
- خوسيه بيريرا على موقع الاتحاد الدولي (مؤرشف)  (الإنجليزية)
- خوسيه بيريرا على موقع قاعدة بيانات كرة القدم.إي يو (الإنجليزية)
- خوسيه بيريرا على موقع ناشيونال فوتبول تيمز (الإنجليزية)
- خوسيه بيريرا على موقع عالم كرة القدم.نت (الإنجليزية)